# Alianza de Patriotas-Oposición Unida
Alianza de Patriotas-Oposición Unida (en georgiano: საქართველოს პატრიოტთა ალიანსი - გაერთიანებული ოპოზიცია) fue una coalición electoral georgiana de derechas para las elecciones parlamentarias de 2016 en las que se integraron Alianza de Patriotas de Georgia, Georgia Libre, Unión de Tradicionalistas Georgianos, Tavisupleba, el Movimiento Cristiano-Democrático y el Movimiento Político de Veteranos y Patriotas de Georgia. Dado que las coaliciones electorales están prohibidas en el país, la coalición se presenta en la lista de Alianza de Patriotas y su número electoral es el 8.

## Resultados electorales

### Elecciones parlamentarias
Aunque la coalición logró pasar la barrera electoral del 5%, sólo el partido Alianza de Patriotas de Georgia consiguió escaños.
| Elección | Votos  | %    | Representantes | +/–   | Posición | Candidato      |
| -------- | ------ | ---- | -------------- | ----- | -------- | -------------- |
| 2016     | 88.097 | 5,01 | 6/150          | Nuevo | 3.º      | Irma Inashvili |